# Кошаркашка репрезентација Северне Македоније
Кошаркашка репрезентација Северне Македоније представља Северну Македонију на међународним кошаркашким такмичењима. Репрезентацијом управља Кошаркашка федерација Македоније (КФМ). Члан ФИБА-е је од 1993. године. Као домаћин утакмице игра у Спортском центру Борис Трајковски.

## Учешћа на међународним такмичењима

### Европско првенство(5)
| Година | Домет            | Ут.              | Доб.             | Изг.             | Позиција         |
| ------ | ---------------- | ---------------- | ---------------- | ---------------- | ---------------- |
| 1993.  | Није учествовала | Није учествовала | Није учествовала | Није учествовала | Није учествовала |
| 1995.  | Није учествовала | Није учествовала | Није учествовала | Није учествовала | Није учествовала |
| 1997.  | Није учествовала | Није учествовала | Није учествовала | Није учествовала | Није учествовала |
| 1999.  | Прва фаза        | 3                | 0                | 3                | 13.              |
| 2001.  | Није учествовала | Није учествовала | Није учествовала | Није учествовала | Није учествовала |
| 2003.  | Није учествовала | Није учествовала | Није учествовала | Није учествовала | Није учествовала |
| 2005.  | Није учествовала | Није учествовала | Није учествовала | Није учествовала | Није учествовала |
| 2007.  | Није учествовала | Није учествовала | Није учествовала | Није учествовала | Није учествовала |
| 2009.  | Друга фаза       | 6                | 2                | 4                | 9.               |
| 2011.  | Полуфинале       | 11               | 7                | 4                | 4.               |
| 2013.  | Прва фаза        | 5                | 1                | 4                | 21.              |
| 2015.  | Прва фаза        | 5                | 1                | 4                | 19.              |
| 2017.  | Није учествовала | Није учествовала | Није учествовала | Није учествовала | Није учествовала |
| 2022.  | Није учествовала | Није учествовала | Није учествовала | Није учествовала | Није учествовала |
| Укупно | —                | 30               | 11               | 19               | —                |

## Појединачни успеси
- Идеални тим Европског првенства:
  - Бо Макејлеб (2011)